# Evergestis obsoletalis
Evergestis obsoletalis is een vlinder uit de familie van de grasmotten (Crambidae). De wetenschappelijke naam van de soort is voor het eerst gepubliceerd in 1931 door Nikolai Nikolaievitsj Filipjev.

## Ondersoorten
- Evergestis obsoletis obsoletis
- Evergestis obsoletis afghanalis Amsel, 1970 (Afghanistan)

## Verspreiding
De soort komt voor in de Kirgizië en Afghanistan.